# IC 3694
IC 3694 је спирална галаксија у сазвјежђу Дјевица која се налази на листи објеката дубоког неба у Индекс каталогу.
Деклинација објекта је + 11° 12' 41" а ректасцензија 12h 43m 7,3s. Привидна величина (магнитуда) објекта IC 3694 износи 14,1 а фотографска магнитуда 14,9. IC 3694 је још познат и под ознакама MCG 2-32-192, CGCG 71-10, VV 505, VCC 1954, PGC 42766.